# Gonzales (Luisiana)
Gonzales é uma cidade localizada no estado americano de Luisiana, na Paróquia de Ascension.

## Demografia
Segundo o censo americano de 2000, a sua população era de 8156 habitantes.
Em 2006, foi estimada uma população de 9019, um aumento de 863 (10.6%).

## Geografia
De acordo com o United States Census Bureau tem uma área de
21,9 km², dos quais 21,7 km² cobertos por terra e 0,2 km² cobertos por água. Gonzales localiza-se a aproximadamente 4 m acima do nível do mar.

## Localidades na vizinhança
O diagrama seguinte representa as localidades num raio de 20 km ao redor de Gonzales.